# Limonium biflorum
Limonium biflorum är en triftväxtart som först beskrevs av Sandro Alessandro Pignatti, och fick sitt nu gällande namn av Sandro Alessandro Pignatti. Limonium biflorum ingår i släktet rispar, och familjen triftväxter. Inga underarter finns listade i Catalogue of Life.